# Hôtel de Mondragon
El Hôtel de Mondragon  es un hôtel particulier construido a principios de la década de 1720. Ayuntamiento del antiguo distrito 2 de París de 1795 a 1835, fue comprado por la Banque de Paris en 1869 para convertirlo en su sede. Hoy es la sede del banco BNP Paribas.
Está ubicado en el número 3 de la rue d'Antin en el 2 distrito de París.

## Historia

### Origen
Fue construido entre 1715 y 1723 por Pierre Etienne Bourgeois de Boynes, tesorero general del Royal Bank como parte de la urbanización del distrito de Place Vendôme. Originalmente, se extendía sobre los actuales números 1 y 3 de la rue d'Antin pero también sobre los números 2, 4 y 6 de la paralela rue Louis-le-Grand, así como el terreno intermedio que da a la rue Neuve-des-Petits. -Champs (hoy rue Danielle-Casanova ) Pasó a ser propiedad de Duval de l'Epinoy, secretario del rey y el 3 de abril de 1776 pasó a ser de Marie Bersin, esposa de Louis Duval de l'Epinay, secretario honorario de Hacienda, así como de Jean-Jacques, marqués de Gallet y de Mondragon

### Desde la Revolución Francesa
Durante la Revolución, muchos de los espejos del hotel fueron trasladados al castillo de Saint-Cloud y el hôtel fue confiscado a expensas del marqués de Mondragón para convertirse en el ayuntamiento del II Distrito, aquí fue donde Napoleón Bonaparte se casa con Joséphine de Beauharnais el 9 de marzo de 1796, en presencia de los testigos Barras, Tallien, Calmelet y Le Marois, Este matrimonio fue conmemorado por 2 placas que todavía están colocadas en las paredes exteriores del edificio. Aquí también se celebraron los matrimonios del Maréchal de Marmont en 1798 y de los padres de George Sand en 1804. Finalmente, volvió a la familia Mondragón en 1815, durante la Restauración. Conservo sus funciones como ayuntamiento hasta 1835, por una renta pagada por la ciudad de París a su propietario.

## Banco de París y los Países Bajos
Fue vendido en 1869 a la Banque de Paris et des Pays-Bas, que estableció allí su sede en 1872 y lo amplió en 1875 al Hôtel Gabriel. La oficina del presidente del banco se estableció en el salón de bodas de Napoleón y Josefina, decorado en estilo rococó con carpintería blanca realzada con oro, así como estucos que simbolizan los elementos alternados con trumeaux debido a la pincelada de Noël Coypel y Sébastien II Le Clerc. Todavía hay un busto de Josefina de Chinard y una copia del certificado de matrimonio emitido en 1829 (el original fue destruido en los incendios de 1871, durante la insurrección de la Comuna. Fue registrado como monumento histórico desde el 9 de juillet de 1926. Todavía hoy es la sede de Paribas.

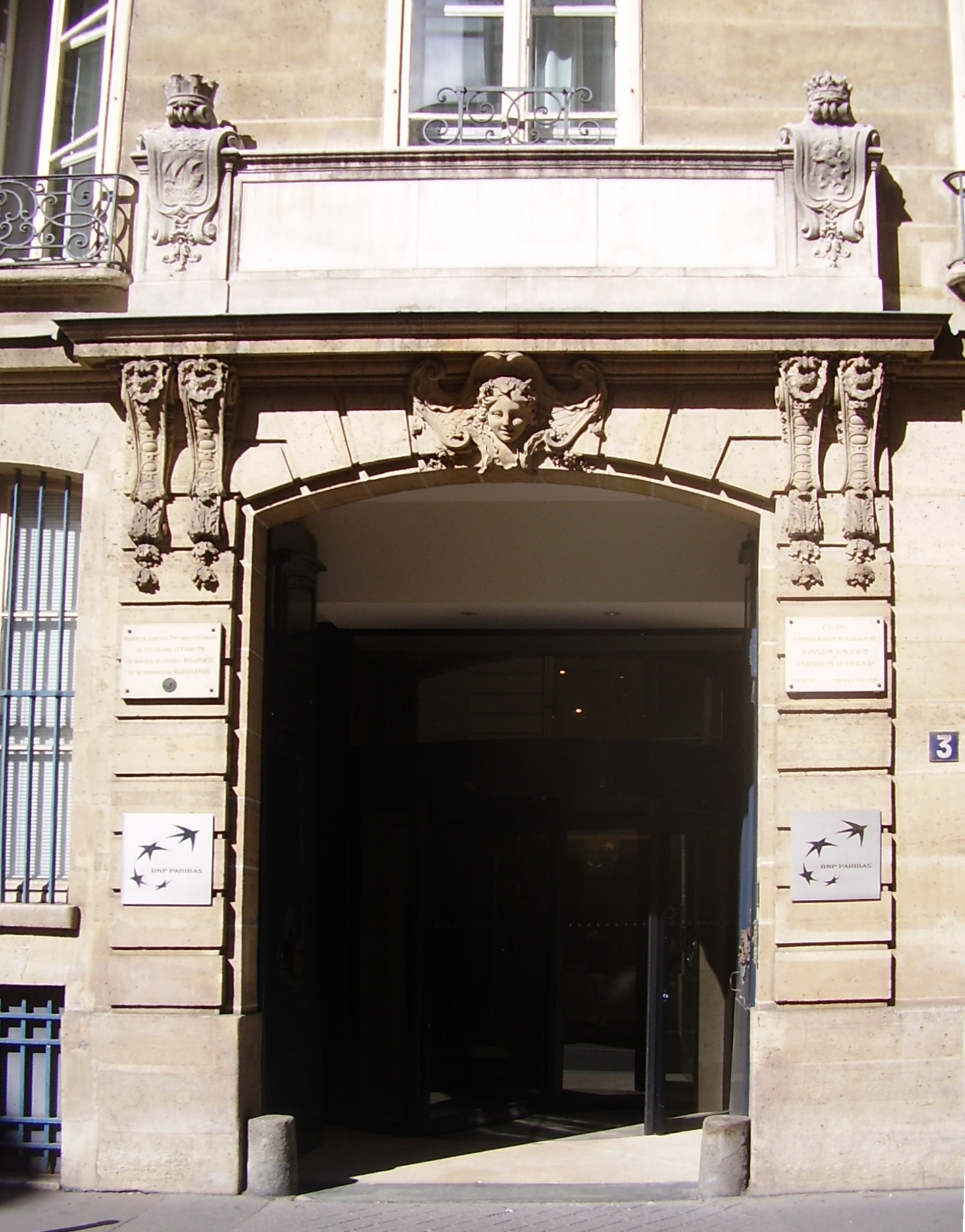
La puerta monumental de la calle.